# 大阳镇 (张家川县)
大阳镇，是中华人民共和国甘肃省天水市张家川回族自治县下辖的一个乡镇级行政单位。
2016年，甘肃省民政厅批复同意撤销大阳乡，设立大阳镇。

## 行政区划
大阳镇下辖以下地区：
小阳村、大阳村、南山村、刘沟村、中庄村、豁岘村、汪洋村、阳沟村、候吴村、梁堡村、河李村、闫庄村、太原村、刘山村、下李村、阳湾村、双庙村、东沟村、下渠村、高沟村、水滩村、吴家村、寨子村和陈阳村。